# Tan de repente
Tan de repente és una pel·lícula argentino-holandesa en blanc i negre de 2002, dirigida per Diego Lerman i escrita per Lerman, María Meira i Eloisa Solaas, basada en la novel·la La prueba, escrita per César Aira i protagonitzada per Tatiana Saphir, Carla Crespo, Veronica Hassan i Beatriz Thibaudin, ntre altres. Dues joves dones que són amants però no es consideren lesbianes es relacionen amb una jove com elles, empleada en una botiga de roba interior qui, inicialment pressionada, acaba viatjant amb la parella, fins a recalar a Rosario, on viu una anciana coneguda d'una de les noies. Allí, les tres noies, l'anciana i dos joves inquilins seus, conviuran uns dies, posant a prova els seus sentiments i identitats.

## Sinopsi
Marcia és una empleada que treballa en una petita llenceria; fa sis anys que va migrar a Buenos Aires provinent de l'interior, viu sola i porta una vida molt solitària. En les primeres escenes fa una trucada telefònica i en contestar un home, penja, avergonyida. Mao és una jove que camina amb Lenín (Verónica), una altra jove de la qual és amant, sense considerar-se lesbiana. De sobte veu al carrer a Marcia, una altra jove d'edat similar, i queda corpresa d'ella. S'acosta i li pregunta si vol «agafar». Marcia rebutja la proposta per ser completament desubicada, però igual entaula diàleg amb Mao, encara que amb un cert fastigueig.
Mao i Lenín no treballen, usen sevillanes, cometen petits delictes i volen tenir sexe amb Marcia, que les tem. Van a un local de menjars ràpids. Lenín i Mao semblen pensar que Marcia no té experiència amorosa i la pressionen. Marcia els respon: «vostès es pensen que perquè soc grossa soc boluda?» Prenen un taxi, li ho roben amb la sevillana, segresten Marcia, li lliguen les mans a l'esquena i li embenen els ulls. Malgrat fer fred, van a les platges de la costa atlàntica. Enfront de la mar, la deslliguen, li lleven la bena i la deixen en llibertat. Lenín i Mao es banyen i Marcia les segueix. En tornar es queden sense nafta i encallades en la ruta. Lenín i Mao comencen a caminar i Marcia les segueix. A la nit un cotxe manejat per una dona es deté en la ruta i s'ofereix a acostar-les. Els diu que treballa en l'aquari, amb les orques. Les deixa en el camí. Entren a una graella i demanen tres choripanes amb cervesa. Aconsegueixen un camioner que va per a Rosario. En el camí atropella a una persona, a la que abandonen moribunda.
A Rosario van a la casa de Blanca, una dona gran, coneguda de Mao, que viu en una casa humil en la perifèria de Rosario, que lloga habitacions a una pintora, Delia, i a un estudiant de Biologia, amant de les orques, Felipe. Triga a reconèixer-la però finalment la reconeix i diu el seu nom: Verónica. Els lloga una habitació a les tres per a passar la nit. Mao i Marcia se’n van a l'habitació i tenen relacions sexuals, mentre Lenín/Verónica parla amb Blanca dels seus records d'infància a la casa. Felipe arriba a la casa i les veu breument. «Em va agradar» li diu Marcia a Mao, i aquesta li respon tallant que s'adormi. Blanca i Verónica surten a portar-li uns ous casolans a una veïna, on un gos li mossega la mà a la jove. Mentrestant Mao i Felipe surten de la casa a fer algunes compres en un supermercat xinès de barri on Mao furta algunes coses i després es prendrà un gelat amb Felipe. Marcia li demana roba a la Dèlia. Quan Lenín/Verónica torna, troba Marcia indignada per la indiferència de Mao i li pregunta, «No et va agradar ser lesbiana?» provocant la reacció immediata de Marcia: «Jo no soc lesbiana!».
Marcia surt de la casa amb Lenín i Delia i simula fer una trucada des d'un telèfon públic als seus sers estimats. Fa després una altra trucada telefònica i novament, en contestar un home, penja avergonyida. La pintora la veu trista i li regala un quadre on es pot veure la silueta de tres dones juntes. Es posen a parlar de violències que van sofrir a l'escola, causades pels seus mestres.
Havent sopat els cinc joves s'asseuen a veure a Blanca ballar i cantar un bolero que sona en el tocadiscs. Una vegada tot sol, Lenín i Marcia es barallen. Mao va a l'habitació de Felipe a dir-li que se’n vol anar i vol que ell vagi amb ella. Quan agafa els seus diners, es barallen. Marcia plora de tristesa, i li diu a Lenín/Verónica que està trista perquè el nuvi la va deixar i es va casar amb una amiga i perquè no té amigues. Lenin li explica un acudit sexual sobre la Dona Meravella, Súperman i l'Home Invisible (Súperman va volant i veu la Dona Meravella oberta de cames en una terrassa. Decideix baixar, fer un clau en 20 segon i tornar a volar. La Dona Meravella diu llavors: «Què va passar?» I contesta l'Home Invisible: «No ho sé, però a mi em van trencar el cul»).
L'endemà van tots al riu. Lloguen un pot per a remar, anomenat «Sense paraula». Marcia i Delia gaudeixen juntes el passeig. La càmera es deté llargs segon en la cara abstreta de Blanca. A continuació els cinc joves i diverses amigues de Blanca són a la casa, vetllant-la. Va morir de sobte a la barca. Lenín/Verónica plora desconsoladament a l'espatlla de Mao.
Dèlia es queda a la casa donant-li menjar a les gallines. Mao i Felipe viatgen a veure a les orques a l'aquari. Marcia i Lenín/Verónica tornen en micro a Buenos Aires; en l'última escena, Lenín es recolza afectuosament en l'espatlla de Marcia, per dormir.
La pel·lícula està dedicada a la memòria de Teodora Gelman, àvia del director.

## Repartiment
- Beatriz Thibaudin (Blanca)
- Tatiana Saphir (Marcia)
- Carla Crespo (Mao)
- Veronica Hassan (Lenín)
- Marcos Ferrante (Felipe)
- María Merlino (Delia)

## Recepció crítica
A Deborah Young, la crítica de cinema de la revista Variety, li va agradar la pel·lícula i va escriure: "Una adormida deliciosament impredictible que demostra que el nou cinema argentí existeix realment, Tan de repente, Diego Lerman als 26 anys comença a fer por, es mou a través del còmic inèdit i surt amb una tendresa capritxosa pels seus personatges que el públic compartirà... [La pel·lícula està] rodada en blanc i negre bellament compost apels directors de fotografia Luciano Zito i Diego del Piano, [la] pel·lícula sembla una road movie realista rematada per ironia, amb un aire malenconiós sota la seva bravata. El repartiment està ben a punt, amb Saphir, Crespo i Hassan jugant directament de diferents maneres, tot i que al final són bastant creïbles."
Al crític Elvis Mitchell li va agradar la direcció que Diego Lerman va donar a la pel·lícula i va escriure: "El Sr. Lerman, un argentí, dona a aquesta història un marge i està en el seu millor moment quan hi ha poc o cap diàleg... La volatilitat estoica dels primers 10 minuts maduren en una altra pel·lícula, una en la qual es desenvolupa una tendresa entre el trio a mesura que s'entenen. Et trobes arrelant perquè el Sr. Lerman faci aquesta maniobra. Quan Tan de repente troba la seva ànima en el l'última mitja hora, el títol comença a tenir un bon sentit."

## Premis
- 2002, BAFICI - Buenos Aires Festival Internacional de Cinema Independent, Edició 4, Pel·lícula, Premi Especial del Jurat[4]
- 2002, BAFICI - Buenos Aires Festival Internacional de Cinema Independent, Edició 4, Pel·lícula, Premi del Públic
- 2002, Festival de Cinema Iberoamericà de Huelva, Edició 28è, Llargmetratge, Colón de Plata al Millor Guió[5]
- 2002, Festival de Cinema Iberoamericà de Huelva, Edició 28è, Llargmetratge, Caravel·la de Plata al Millor Director Novel
- 2002, Festival Internacional del Nou Cinema Llatinoamericà de l'Havana, Edició 24è, Ficció, Primer Premi Coral[6]
- Premis Cóndor de Plata 2004: Premi Cóndor de Plata a la millor actriu de repartiment[7]